# Mimagoniates barberi
Mimagoniates barberi är en fiskart som beskrevs av Regan, 1907. Mimagoniates barberi ingår i släktet Mimagoniates och familjen Characidae. Inga underarter finns listade i Catalogue of Life.